# Vuelta al Táchira 2011
La 46.ª edición de la Vuelta al Táchira se disputó desde el 12 hasta el 23 de enero de 2011.
Perteneció al UCI America Tour 2010-2011, siendo la séptima competición del calendario ciclista internacional americano. El recorrido contó con 12 etapas y 1595 km, transitando por los estados Apure, Barinas, Mérida y Táchira.
El ganador fue el venezolano Manuel Medina del equipo Gobernación del Zulia, quien fue escoltado en el podio por Carlos Becerra y Noel Vásquez.
Las clasificaciones secundarias fueron; Miguel Ubeto ganó la clasificación por puntos, Jonathan Camargo la montaña, el sprints para Arthur Garcia, el sub-23 para Sebastián Anaya y la clasificación por equipos la ganó Gobernación del Zulia.

## Equipos participantes
Participaron 15 equipos conformados por entre 6 y 8 corredores, de los cuales once fueron venezolanos y cuatro extranjeros con equipos de Colombia, República Dominicana y Cuba. Iniciaron la carrera 86 ciclistas de los que finalizaron 60.
| - Lotería del Táchira - Sport Trade - Kino Táchira - Sport Trade - Gobernación del Zulia - Alcaldía de Maracaibo - Cauchos Guayana - Gobernación de Carabobo - Club El Diamante - Gobernación de Apure - Gobernación de Apure - Valeven - Fundación Nelson Cabrera - Gobernación de Trujillo - Selección del estado Carabobo - Alcaldía de Libertad - Gobernación del Táchira - Drodínica | - Boyacá Orgullo de América - Mineralex - Selección Nacional de República Dominicana - Selección Nacional de Cuba |

## Etapas
| Etapa | Fecha       | Recorrido                            | Km    | Ganador          | Líder         |
| 1.ª   | 12 de enero | Circuito en San Fernando de Apure    | 118,5 | Suspendida       | -             |
| 2.ª   | 13 de enero | Achaguas - Mantecal                  | 134,7 | Miguel Chacón    | Miguel Chacón |
| 3.ª   | 14 de enero | Elorza - Guasdualito                 | 153,8 | Miguel Ubeto     | Miguel Ubeto  |
| 4.ª   | 15 de enero | El Cantón - Santa Bárbara            | 125,8 | Honorio Machado  | Miguel Ubeto  |
| 5.ª   | 16 de enero | Santa María de Caparo - Pregonero    | 151,1 | Manuel Medina    | Manuel Medina |
| 6.ª   | 17 de enero | San Rafael del Piñal - San Antonio   | 124,2 | Arthur García    | Manuel Medina |
| 7.ª   | 18 de enero | Circuito Ureña - San Antonio - Rubio | 136,6 | Miguel Ubeto     | Manuel Medina |
| 8.ª   | 19 de enero | Delicias - Táriba                    | 101,8 | José Chacón      | Juan Murillo  |
| 9.ª   | 20 de enero | Cordero - San Simón                  | 167,4 | Edwin Becerra    | Manuel Medina |
| 10.ª  | 21 de enero | Coloncito - La Grita                 | 131,4 | Jonathan Camargo | Manuel Medina |
| 11.ª  | 22 de enero | La Fría - Capacho                    | 135,4 | Noel Vásquez     | Manuel Medina |
| 12.ª  | 23 de enero | Circuito en San Cristóbal            | 115,2 | John Navas       | Manuel Medina |

## Clasificaciones finales

### Clasificación general
| Posición | Ciclista         | Equipo                              | Tiempo     |
| 1º       | Manuel Medina    | Gobernación del Zulia               | 37:45:25   |
| 2º       | Carlos Becerra   | Lotería del Táchira - Sport Trade   | + 00:01:28 |
| 3º       | Noel Vásquez     | Gobernación del Zulia               | + 00:01:58 |
| 4º       | Juan Murillo     | Gobernación del Zulia               | + 00:02:06 |
| 5º       | Yeison Delgado   | Kino Táchira - Sport Trade          | + 00:02:29 |
| 6º       | José Alarcón     | Gobernación del Zulia               | + 00:02:34 |
| 7º       | Edwin Becerra    | Alcaldía de Maracaibo               | + 00:03:14 |
| 8º       | Paul Torres      | Gobernación de Apure - Valeven      | + 00:03:46 |
| 9º       | Jonathan Camargo | Gobernación del Zulia               | + 00:06:10 |
| 10º      | Sebastián Anaya  | Gobernación del Táchira - Drodínica | + 7' 30"   |

### Clasificación por puntos
| Posición | Ciclista      | Equipo                                    | Puntos |
|          | Miguel Ubeto  | Cauchos Guayana - Gobernación de Carabobo | 119    |
| 2º       | Manuel Medina | Gobernación del Zulia                     | 105    |
| 3º       | José Alarcón  | Gobernación del Zulia                     | 104    |

### Clasificación de la montaña
| Posición | Ciclista         | Equipo                | Puntos |
|          | Jonathan Camargo | Gobernación del Zulia | 55     |
| 2º       | Manuel Medina    | Gobernación del Zulia | 46     |
| 3º       | Noel Vásquez     | Gobernación del Zulia | 28     |

### Clasificación Sprint
| Posición | Ciclista          | Equipo                                    | Puntos |
|          | Arthur García     | Kino Táchira - Sport Trade                | 26     |
| 2º       | Luis Alberto Peña | Mineralex                                 | 16     |
| 3º       | John Navas        | Cauchos Guayana - Gobernación de Carabobo | 15     |

### Clasificación sub-23
| Posición | Ciclista        | Equipo                              | Tiempo     |
|          | Sebastián Anaya | Gobernación del Táchira - Drodínica | 37:33:15   |
| 2°       | Rubén Flores    | Alcaldía de Libertad                | + 00:14:03 |
| 3°       | Jorge Abreu     | Gobernación del Táchira - Drodínica | + 00:29:51 |

### Clasificación por equipos
| Posición | Equipo                                    | Tiempo     |
|          | Gobernación del Zulia                     | 112:18:02  |
| 2º       | Cauchos Guayana - Gobernación de Carabobo | + 00:28:37 |
| 3º       | Gobernación de Apure - Valeven            | + 00:58:32 |